# Тулузький музей

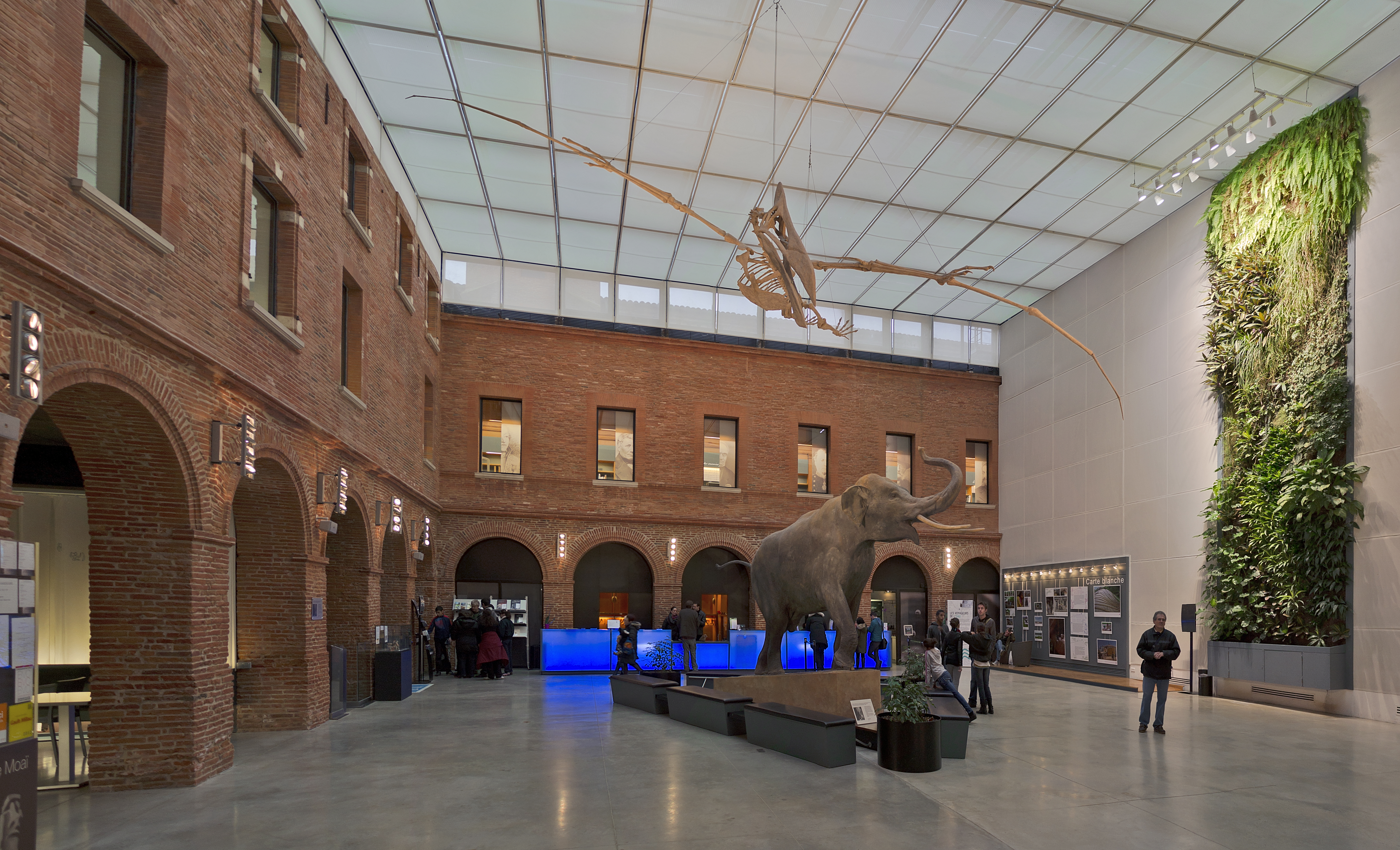
Центральний хол музею

Тулузький музей (фр. Muséum de Toulouse) — природознавчий музей міста Тулузи, заснований 1796 року. Площа музейних залів — 6000 м². У музеї зібрано більше 2,5 млн експонатів природної історії.

## Історія
Музей було засновано 1796 року французьким натуралістом Філіпом Піко де Лаперузом у приміщенні колишнього монастиря Кармеліток босих. Спершу музей був відкритий лише для науковців, а з 1865 року він став публічним.
Приблизно в той самий час університетський ботанічний сад було перенесено на територію монастиря Кармеліток босих. З нагоди міжнародної виставки 1887 року ботанічний сад одержав назву «Сад рослин».
Тулузький музей — перший музей у світі, де було відкрито доісторичний відділ. За розмірами Тулузький музей поступається лише паризькому Музею природознавства.
З 1950 року музей має 19 залів, відкритих для відвідувачів. Музей збагатився за рахунок численних колекцій, переданих науковцями в дар музею.
1971 року в музеї відкрито педагогічне відділення та дитячу бібліотеку.
1997 року було виявлено суттєві пошкодження музейної будівлі, пов'язані з її давністю. Відтоді почалися реставраційні роботи, а музей був розосереджений в різних будівлях Тулузи.
2007 року відбулося урочисте відкриття музею після тривалого ремонту, площа якого збільшилася удвічі, з 3000 до 6000 м².

## Колекції

### Постійна експозиція
Постійна експозиція представлена за 5 темами:
Відділ 1 — «Відчути силу Землі» (фр. Sentir la puissance de la Terre).
Природа сонячної системи та її формування. Природа Землі — тектоніка плит, сейсмічна та вулканічна діяльність, ерозія, петрологія та мінералогія.
Відділ 2 — «Відкинути поняття ієрархії» (фр. Faire disparaître les notions de hiérarchie)
Життя на Землі — біорізноманіття, класифікація та організація життя.
Відділ 3 — «Ознайомлення з великою шкалою часу» (фр. Se familiariser avec la grande échelle du temps).
Історія Землі за 3,8 мільярдів років. Палеонтологія та еволюція життя.
Відділ 4 — «Визнати очевидність» (фр. Admettre l'évidence)
Основні функції живих істот — харчування, дихання, пересування, розмноження, захист та комунікація.
Відділ 5 — «Винайти майбутнє» (фр. Inventer l'avenir).
Вплив людської діяльності на екосистеми, демографія та природні ресурси.

## Директори музею
- Філіп Піко де Лаперуз (1744–1818) — засновник музею, власник колекцій, що стали базою для його розвитку.
- Едуар Філоль (1814–1883)
- Жан-Батіст Нуле (1802–1890)
- Ежен Трюта (1840–1910)
- Франсуа Дюрантон (1961-), директор музею з січня 2011 року.